# Рэй, Шарлотта
 Шарло́тта Рэй Любо́цки (англ. Charlotte Rae; 22 апреля 1926, Милуоки, Висконсин — 5 августа 2018, Лос-Анджелес, Калифорния) — американская актриса театра, кино и телевидения, наиболее известная по роли Эдны Гарретт в ситкомах «Разные линии» (1978—1979) и его спин-оффе «Факты из жизни» (1979—1988), который принёс ей номинацию на премию «Эмми». Рэй за свою карьеру, охватывающую шесть десятилетий, появилась в 90 фильмах и телесериалах.

## Биография
Шарлотта Рэй Любоцки родилась 22 апреля 1926 года в Милуоки (штат Висконсин, США) в семье русско-еврейского происхождения Мейера и Эстер Любоцки (в девичестве Оттенштайн; умерла от рака поджелудочной железы). У неё была старшая сестра, оперная певица Беверли Энн Любоцки (21.12.1921—02.06.1998), и ныне живая младшая сестра — музыкант и композитор Мириам Любоцки.
В 1951—1976 годы Шарлотта была замужем за композитором Джоном Штрауссом (1920—2011). У супругов родилось два сына — Эндрю Штраусс (страдал от аутизма и умер от сердечного приступа в сорок с небольшим лет) и Ларри Штраус. Супруги развелись после того, как Штраусс признался Рэй в своей гомосексуальности и предложил вступить ей в открытый брак. Рэй отказала Штрауссу в этом его предложении, но после их развода осталась друзьями и с самим Штрауссом, и с его партнёром Лайонелом Фидменом до смерти обоих от болезни Паркинсона в 2003 и 2011 годах, соответственно.
В 1982 году Рэй внедрили кардиостимулятор в сердце. В 2010 году из-за частоты рака поджелудочной железы в её семье Рэй была обследована, и ей был поставлен диагноз рака поджелудочной железы в ранней стадии; после шести месяцев химиотерапии она была здорова. Её мать, дядя и старшая сестра умерли от этой болезни. В апреле 2017 года Рэй был диагностирован рак костей.
Шарлотта Рэй Любоцки скончалась 5 августа 2018 года в возрасте 92 лет в Лос-Анджелесе.

## Избранная фильмография
| Год  |   | Русское название | Оригинальное название | Роль                               |
| ---- | - | ---------------- | --------------------- | ---------------------------------- |
| 2011 | с | Милые обманщицы  | Pretty Little Liars   | владелица бутика изделий из бисера |

## Награды и номинации
- «Эмми»
  - 1975 — Премия «Эмми» за лучшую женскую роль второго плана в мини-сериале или фильме «Королева бала» (номинация)
  - 1982 — Премия «Эмми» за лучшую женскую роль в комедийном телесериале «Факты из жизни» (номинация)

«Тони»
  - 1966 — Премия «Тони» за лучшую женскую роль второго плана в мюзикле «Пиквик» (номинация)
  - 1969 — Премия «Тони» за лучшую женскую роль в пьесе «Утром, днём и ночью» (номинация)